# Dlažov
Dlažov (en allemand : Glosau) est une commune du district de Klatovy, dans la région de Plzeň, en République tchèque. Sa population s'élevait à 487 habitants en 2021.

## Géographie
Le village de Dlažov se trouve à 10 km à l'ouest-sud-ouest de Klatovy, à 45 km au sud-sud-ouest de Plzeň et à 121 km au sud-ouest de Prague.
La commune est limitée par Černíkov au nord, par Bezděkov et Janovice nad Úhlavou à l'est, par Běhařov au sud, et par Pocinovice et Libkov à l'ouest.

## Histoire
La première mention écrite de la localité date de 1379.

## Administration
La commune se compose de six sections :
- Buková
- Dlažov
- Miletice
- Nová Víska
- Soustov
- Vráž

## Galerie

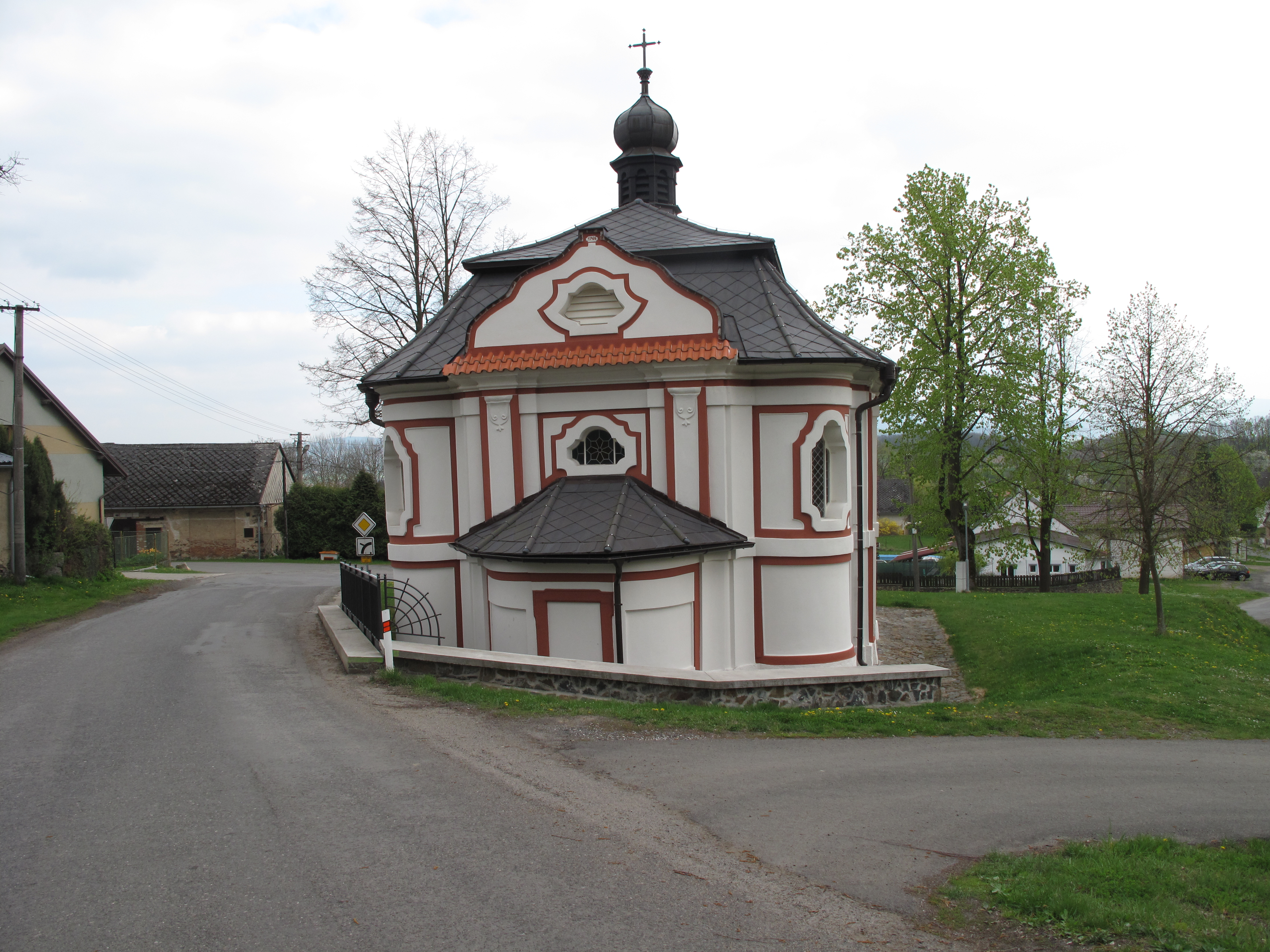
Miletice : chapelle Saint-Jean Népomucène.
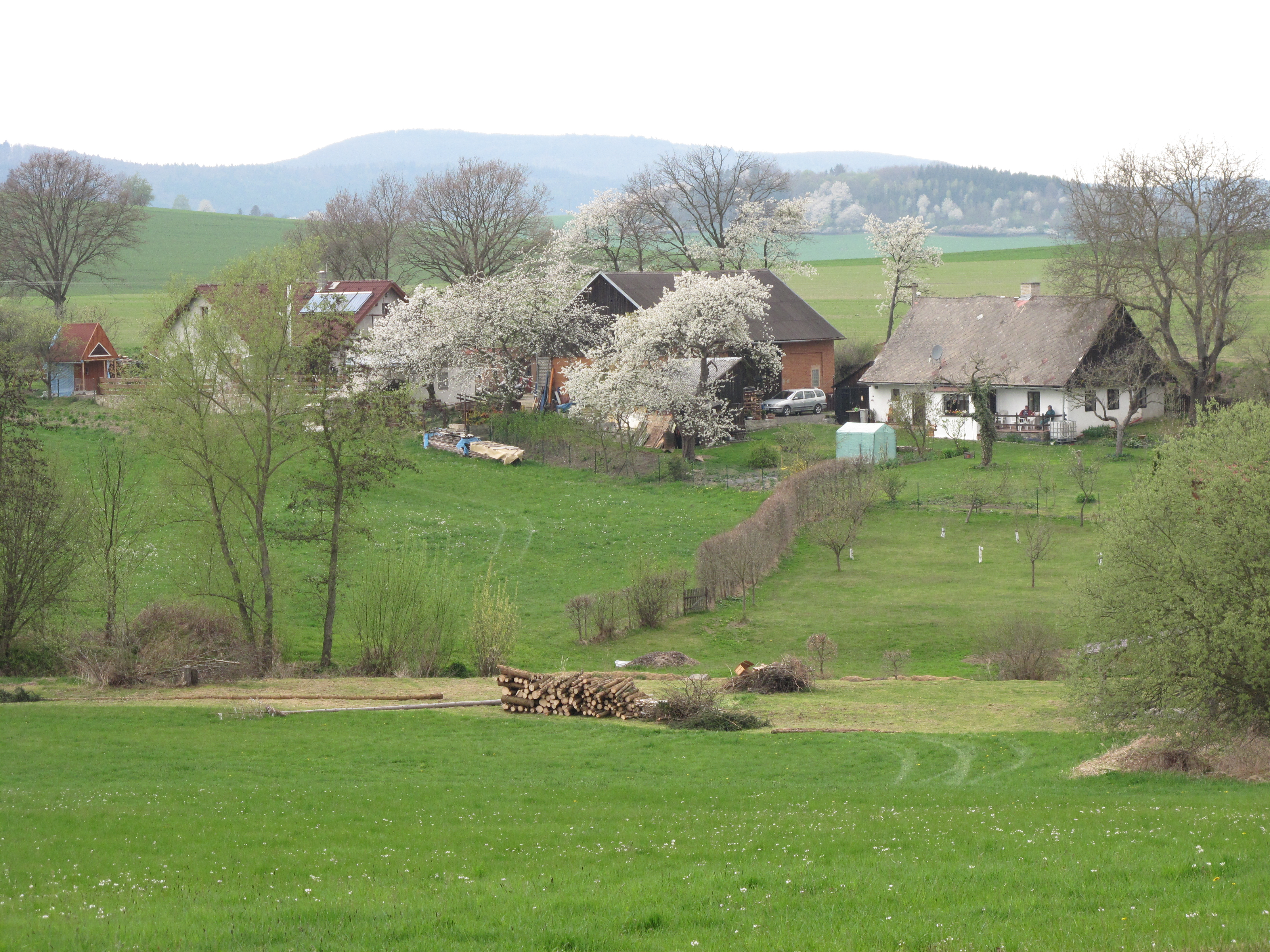
Buková.

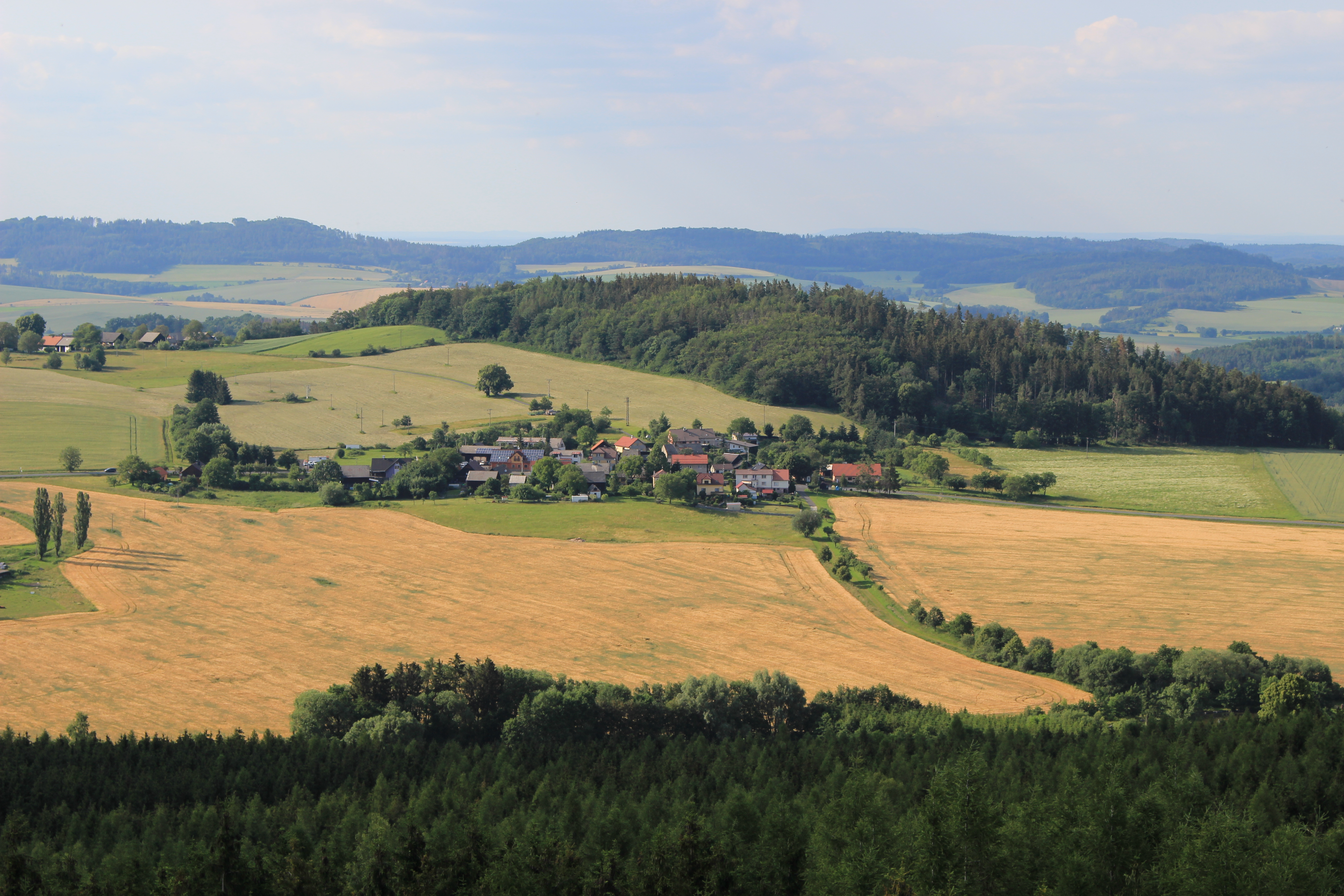
Nová Víska.
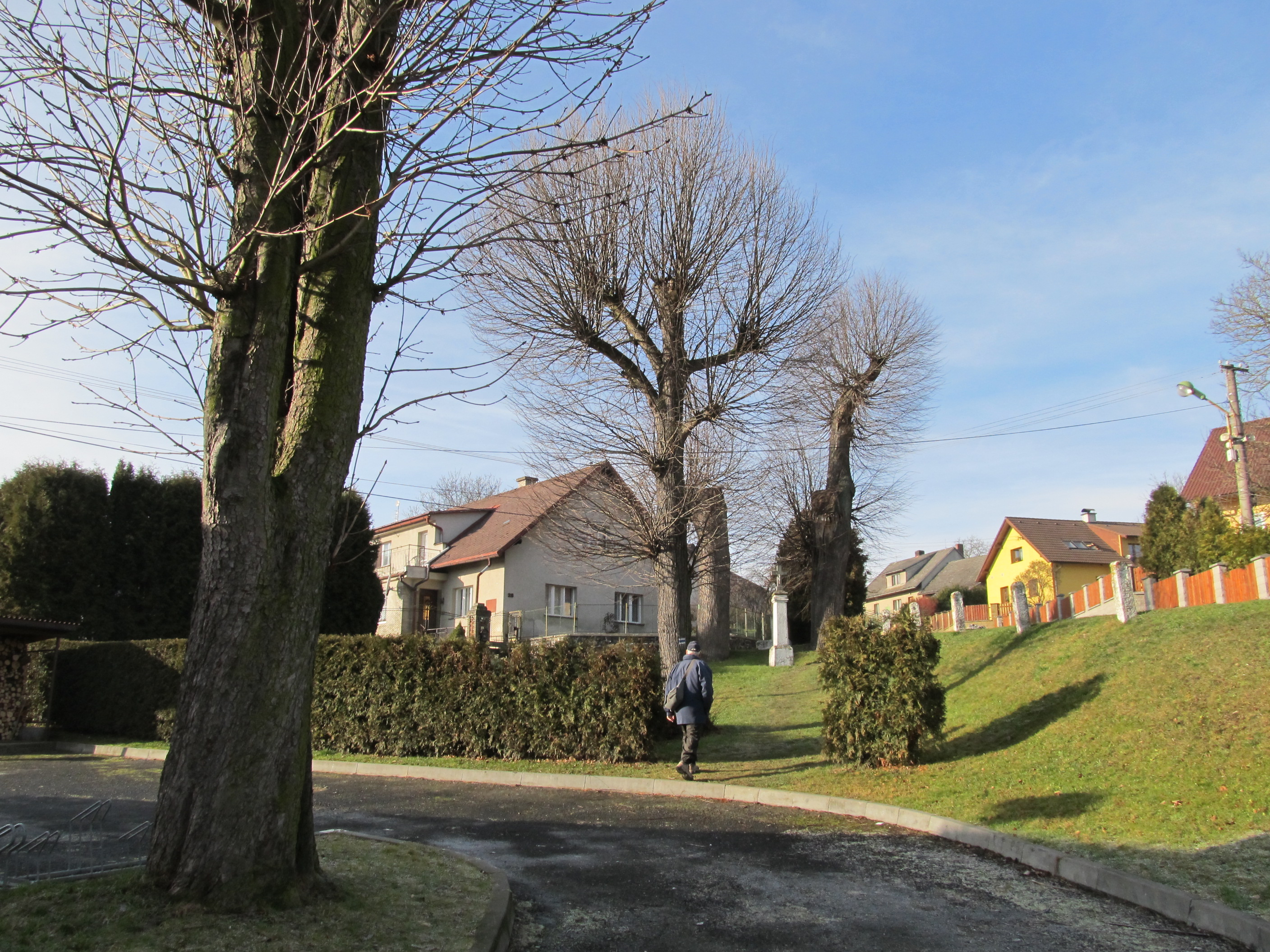
Soustov.

## Transports
Par la route, Dlažov se trouve à 6 km de Janovice nad Úhlavou, à 11 km de Klatovy, à 52 km de Plzeň et à 141 km de Prague.